# Magny (Haut-Rhin)
Magny (deutsch Menglatt) ist eine französische Gemeinde mit 286 Einwohnern (Stand 1. Januar 2022) im Département Haut-Rhin in der Region Grand Est (bis 2015 Elsass) und ist Mitglied des Gemeindeverbandes Sud Alsace Largue. Die nächsten Nachbargemeinden sind das südwestlich gelegene Chavannes-les-Grands im Département Territoire de Belfort und Romagny im Nordosten.

## Geschichte
Erstmals erwähnt wurde der Ort 1105 als Magne. Weitere Namensformen waren Mendelach (1351), Maigny (1418) und Mengeladt (1509, 1566). Auf einer Karte von Gerhard Mercator von 1585 erscheint Magny als Manglot. Von 1871 bis zum Ende des Ersten Weltkrieges gehörte Menglatt als Teil des Reichslandes Elsaß-Lothringen zum Deutschen Reich und war dem Kreis Altkirch im Bezirk Oberelsaß zugeordnet.

### Bevölkerungsentwicklung
| Jahr      | 1910 | 1962 | 1968 | 1975 | 1982 | 1990 | 1999 | 2007 | 2017 |
| Einwohner | 168  | 106  | 106  | 135  | 162  | 187  | 187  | 284  | 308  |